# Honda Racing Corporation
Honda Racing Corporation – japoński zespół fabryczny Hondy startujący w MotoGP.
W sezonie 2016 zespół występuje pod nazwą sponsorską Repsol Honda Team, zaś zawodnicy etatowi zespołu to: Dani Pedrosa oraz Marc Márquez.